# Róbert Tibenský
Róbert Tibenský (* 16. August 1960 in Bratislava; † 29. Mai 2015 ebenda) war ein slowakischer Schachmeister und -trainer.

## Leben
Tibenský erhielt im Jahr 1988 den Titel Internationaler Meister. 
Tibenský siegte oder belegte vordere Plätze in vielen Turnieren: 3. Platz beim Tirnavia-B-Turnier in Trnava (1979), 2.–3. Platz beim Tirnavia-B-Turnier in Trnava (1985), 3.–5. Platz beim Tatra Cup in Starý Smokovec (1985), 1. Platz beim Slovan open in Bratislava (1989), 1. Platz beim IM-Turnier in Píla (1992), 1. Platz beim IM-Turnier in Šaľa (1993), 2.–5. Platz beim Slovan open in Bratislava (1994), 1. Platz beim Siemens-Turnier in Linz (1996), 3.–6. Platz beim Open in Komárno (1997), 3.–4. Platz beim Slovan open in Bratislava (1998), 1. Platz beim Mipap Cup in Olmütz (1999), 1. Platz beim Open in Hlohovec (2000), 1. Platz beim Voloz Cup in Olmütz (2000), 1. Platz beim Princenet Cup in Olmütz (2001), 2. Platz beim Proclient Cup in Olmütz (2002), 1. Platz beim Inline Czechia Cup in Olmütz (2003), 1. Platz beim IM-Turnier in Prešov (2004), 2. Platz beim Voloz Cup in Olmütz (2004), 2. Platz beim Proclient Cup in Olmütz (2006), 2. Platz beim Proclient Cup in Olmütz (2007), 1.–3. Platz beim IM-Turnier in Sisak (2008) und 2. Platz beim IM-C-Turnier in Olmütz (2009).
Tibenský gewann sechsmal die slowakische Einzelmeisterschaft, davon dreimal in Folge: 1983 in Nová Baňa, 1987 in Šaľa, 1994 in Topoľčianky, 1995 in Trenčín, und 1996 in Martin. Das hat ihm fünf offizielle Titel gebracht, einmal war er nur inoffiziell slowakischer Meister. Er gewann 2006 das Meisteropen in Banská Štiavnica, der offizielle Meister wurde jedoch in einem geschlossenen GM-Turnier bestimmt, das von Tomáš Petrík gewonnen wurde.
Tibenskýs letzte Elo-Zahl betrug 2391, im Juli 2002 erreichte er seine höchste Elo-Zahl von 2467.
Tibenský galt als bester Jugendtrainer der Slowakei, zu seinen Schülern gehörten die Großmeister Ján Markoš und Milan Pacher sowie die Internationalen Meister Peter Vavrák und Michal Meszároš. Er wurde als vorbildlicher Jugendtrainer bei einem Empfang im Dezember 2000 mit dem damaligen Bildungsminister Milan Ftáčnik (Bruder von Großmeister Ľubomír Ftáčnik) geehrt.

## Nationalmannschaft
Tibenský nahm mit der slowakischen Nationalmannschaft an den Schacholympiaden 1994 und 1996 teil.

## Vereine
In der slowakischen Extraliga spielte Tibenský in der Saison 1992/93 für den Meister ELAI Bratislava, von 1993 bis 1999 für den ŠK Slovan Bratislava, mit dem er 1996 und 1999 slowakischer Mannschaftsmeister wurde und auch dreimal am European Club Cup teilnahm, von 1999 bis 2001 und erneut von 2002 bis 2004 für den ŠK Softip Rajecké Teplice, in der Saison 2001/02 für den ŠK Dunaj Bratislava, von 2004 bis 2008 und erneut in der Saison 2013/14 für den ŠK Liptov, mit dem er 2005 Meister wurde, von 2008 bis 2013 für den ŠK Trenčín und in der Saison 2014/15 für den TJ INBEST Dunajov. In der tschechischen Extraliga spielte er von 1996 bis 1999 für den ŠK Sokol Kolín, von 1999 bis 2001 und in der Saison 2002/03 für den ŠK Infinity Pardubice, mit dem er 2000 tschechischer Mannschaftsmeister wurde und am European Club Cup 2000 teilnahm, in der Saison 2001/02 und von 2003 bis 2005 für den ŠK Ingem Plzeň ZČE und in der Saison 2005/06 für A64 Hagemann Opava. In der österreichischen Bundesliga spielte er in der Saison 2004/05 für den SK Donau Schach Mattes.

## Partiebeispiel
|   | a | b | c | d | e | f | g | h |   |
| 8 |   |   |   |   |   |   |   |   | 8 |
| 7 |   |   |   |   |   |   |   |   | 7 |
| 6 |   |   |   |   |   |   |   |   | 6 |
| 5 |   |   |   |   |   |   |   |   | 5 |
| 4 |   |   |   |   |   |   |   |   | 4 |
| 3 |   |   |   |   |   |   |   |   | 3 |
| 2 |   |   |   |   |   |   |   |   | 2 |
| 1 |   |   |   |   |   |   |   |   | 1 |
|   | a | b | c | d | e | f | g | h |   |

Stellung nach dem 21. Zug von Schwarz
Bei der slowakischen Meisterschaft 1995 gelang Tibenský ein schöner Sieg gegen Sergej Movsesjan:
Tibenský – Movsesjan, 1995, Trenčín
1. d4 Sf6 2. Lg5 c5 3. d5 Se4 4. Lc1 e5 5. g3 f5 6. f3 Sf6 7. e4 d6 8. Sc3 Le7 9. Lh3 fxe4 10. fxe4 0–0 11. De2 Db6 12. Lxc8 Txc8 13. Sf3 c4 14. Tb1 Sbd7 15. Le3 Da6 16. 0–0 Ld8 17. Sg5 Sf8 18. Se6 Lb6 19. Lxb6 Dxb6+ 20. Kg2 Sxe6 21. dxe6 Te8 22. Txf6 Das Qualitätsopfer gewinnt klar und schnell, der Springer auf d5 ist stärker als ein Turm, mit der Unterstützung durch die weiße Dame und den weißen Turm und zusammen mit dem Bauern e6, später e7 nimmt der Springer den Kampf mit der schwarzen Dame auf, die nächsten Züge dieser schwarzen Dame sind ohne jegliche Ordnung. 22. … gxf6 23. Sd5 Dd8 24. Dg4+ Kh8 25. Tf1 Tg8 26. Dh4 Tg6 27. e7 Dg8 28. Sxf6 Df7 29. Sd7 De6 30. Sf8 Schwarz gab auf.